# Josefa Celsa Señaris
Josefa Celsa Señaris (sinh ngày 2 tháng 11 năm 1965) là một nhà nghiên cứu các loài lưỡng cư, bò sát người Venezuela. Cô đã công bố các nghiên cứu về ếch và tìm ra được các giống và loài mới. Señaris là giám đốc của Bảo tàng Lịch sử Tự nhiên của Quỹ La Salle (tiếng Tây Ban Nha: Museo de historia natural La Salle - MhnLS) ở Caracas.

## Cuộc đời
Señaris sinh năm 1965. Bà lấy bằng cử nhân sinh học tại Đại học Trung tâm Venezuela và bằng tiến sĩ năm 2001 tại Đại học Santiago de Compostela ở Tây Ban Nha.
Cô quan tâm đến hệ động vật của Venezuela, đặc biệt là Vùng Guayana nơi những ngọn núi trên đỉnh gọi là tepuis cung cấp môi trường sống cho các loài động vật và thực vật đặc hữu: một số loài lưỡng cư chỉ được biết đến từ một loài tepuy. Từ quan điểm địa chất, tepuis đã bị cô lập trong khoảng 120 triệu năm, và nó đã chứng tỏ rằng môi trường sống tepuy là một "thế giới bị mất" có thể tương tác các quần thể khác trong hệ sinh thái. Tuy nhiên, công trình của Señaris cho thấy rằng trong bối cảnh động vật học, tepuis không bị cô lập như ban đầu, và một số loài của chúng là tân cổ điển hơn là cổ sinh vật học. Ví dụ, một nhóm ếch cây đặc hữu, Tepuihyla, đã chuyển hướng sau khi tepuis được hình thành.
Señaris trở thành giám đốc Bảo tàng Lịch sử Tự nhiên của Quỹ La Salle (tiếng Tây Ban Nha: Bảo tàng lịch sử tự nhiên La Salle - MhnLS) ở Caracas vào năm 2004.
Señaris hợp tác với hai nhà bác học khác, José Ayarzagüena và Stefan Gorzula.

## Ghi danh

### Eponyms
Để ghi nhận "những đóng góp cho kiến thức về sự đa dạng và hình thái của centrolenid", chi ếch thủy tinh Celsiella được đặt tên theo biệt danh của cô là Celsi.

## Di sản
Cô đã nghiên cứu nhiều loài, đặc biệt là động vật lưỡng cư và một vài loài bò sát.

### Giống
- Metaphryniscus Señaris, Ayarzagüena [es] & Gorzula, 1994
- Tepuihyla Ayarzagüena, Señaris & Gorzula, 1993

### Loài
- Arthrosaura testigensis Gorzula & Señaris, 1999
- Celsiella vozmedianoi Ayarzagüena & Señaris, 1997
- Cercosaura nigroventris Gorzula & Señaris, 1999
- Hyalinobatrachium guairarepanense Señaris, 2001
- Hyalinobatrachium mondolfii Señaris & Ayarzagüena, 2001
- Hypsiboas jimenezi Señaris & Ayarzagüena, 2006
- Hypsiboas rhythmicus Señaris & Ayarzagüena, 2002
- Metaphryniscus sosai Señaris, Ayarzagüena & Gorzula, 1994
- Myersiohyla aromatica Ayarzagüena & Señaris, 1994
- Myersiohyla inparquesi Ayarzagüena & Señaris, 1994
- Oreophrynella cryptica Señaris, 1995

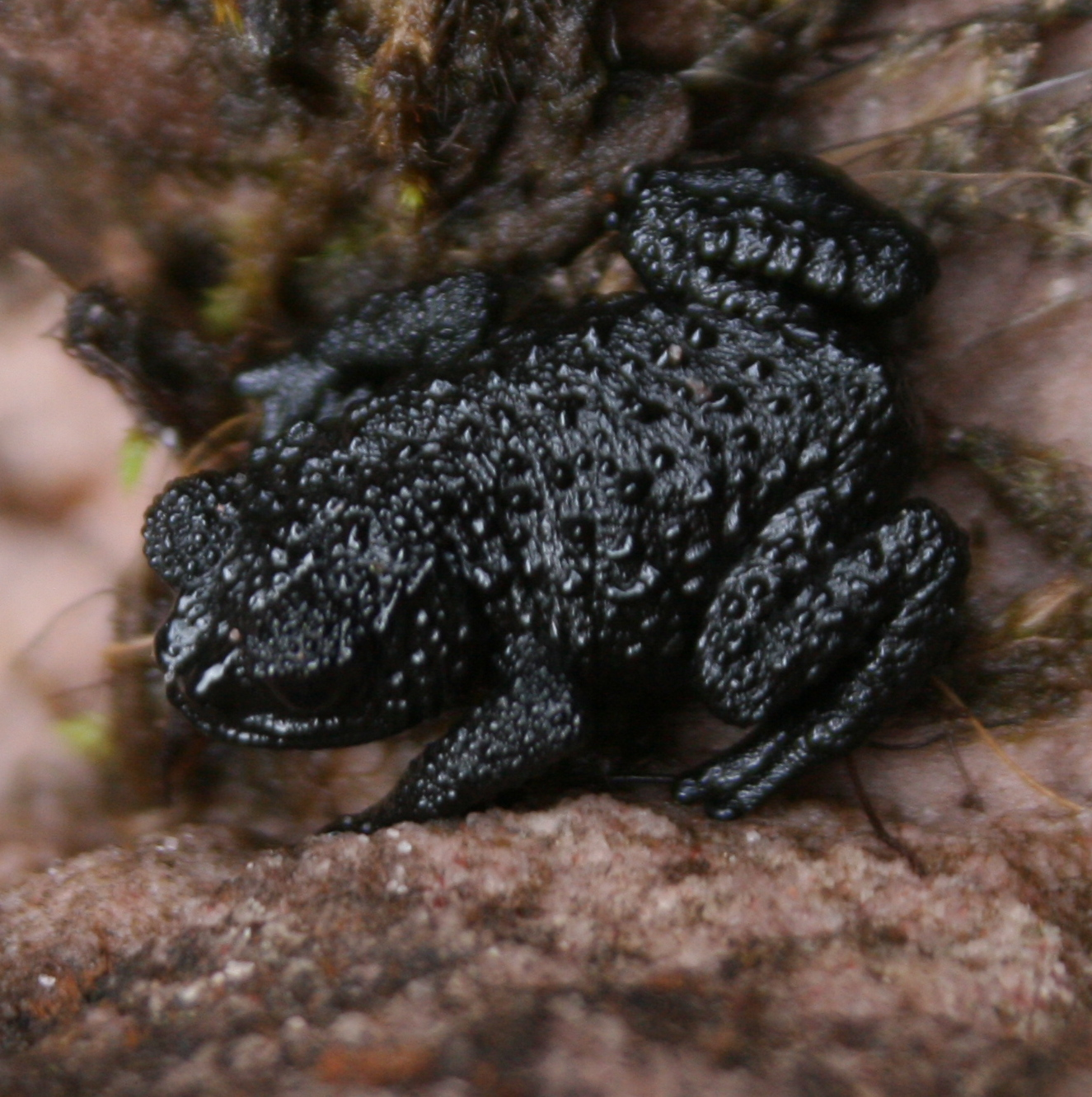
The pebble toad — Oreophrynella nigra — has been observed to roll itself into a ball (pebble) and to throw itself down inclines to avoid tarantula spiders.

- Oreophrynella nigra Señaris, Ayarzagüena & Gorzula, 1994
- Oreophrynella vasquezi Señaris, Ayarzagüena & Gorzula, 1994
- Oreophrynella weiassipuensis Señaris, Nascimento & Villarreal, 2005
- Riolama uzzelli Molina & Señaris, 2003
- Stefania oculosa Señaris, Ayarzagüena & Gorzula, 1997
- Stefania percristata Señaris, Ayarzagüena & Gorzula, 1997
- Stefania riveroi Señaris, Ayarzagüena & Gorzula, 1997
- Stefania satelles Señaris, Ayarzagüena & Gorzula, 1997
- Stefania schuberti Señaris, Ayarzagüena & Gorzula, 1997
- Tepuihyla aecii Ayarzagüena, Señaris & Gorzula, 1993
- Tepuihyla edelcae Ayarzagüena, Señaris & Gorzula, 1993
- Tepuihyla galani Ayarzagüena, Señaris & Gorzula, 1993
- Tepuihyla luteolabris Ayarzagüena, Señaris & Gorzula, 1993
- Tepuihyla rimarum Ayarzagüena, Señaris & Gorzula, 1993
- Vitreorana castroviejoi Ayarzagüena & Señaris, 1997

## Liên kết mở rộng
- Tư liệu liên quan tới Josefa Celsa Señaris (herpetologist) tại Wikimedia Commons